# Вервуат, Шарль
Шарль Вервуа́т (фр. Charles Vervoitte; 9 мая 1819, Эр-сюр-ла-Лис, департамент Па-де-Кале — 16 апреля 1884, Пасси) — французский органист.
Учился в своём родном городе у органиста Массара, затем в Сент-Омере у Огюста Катуйяра, изучал также композицию под руководством Теодора Лабарра. До 1846 года служил органистом в церкви Сен-Жозеф в Булонь-сюр-Мер (здесь его учеником был Шарль Луи Анон), затем в церкви Сент-Эвод в Руане. В 1859 году, выдержав конкурсный отбор с участием 65 претендентов, был назначен титулярным органистом парижского Собора Святого Роха и занимал этот пост до 1873 года. Затем был органистом Собора Парижской Богоматери. Кроме того, Вервуат возглавлял действовавшее в 1861—1872 годах Академическое общество церковной музыки (фр. Société Académique de Musique Sacrée) — своего рода клуб, состоявший из аристократов, священнослужителей и музыкантов (органистом общества был Камиль Сен-Санс) и собиравшийся для изучения и, изредка, публичного исполнения старинной духовной музыки, особенно сочинений Палестрины; после роспуска общества Вервуат продолжал пропагандировать музыку Палестрины и Орландо Лассо с филармоническим хором Руана.